# بابک شعاعی
بابک شعاعی (زاده ۱۳۴۸ - تهران) چهره‌پرداز سینما اهل ایران است.
بابک کار چهره پردازی را از مجموعه تلویزیونی هزاردستان زیرنظر عبدالله اسکندری و با همکاری علی حاتمی آغاز کرد و در سال ۱۳۶۵ با فیلم سینمایی ناخدا خورشید، با همکاری ناصر تقوایی وارد عرصه چهره پردازی در سینما شد.

## بازیگر در سینما
- تماس (۱۳۶۸)
- شرایط عینی (۱۳۶۶)
- مأموریت (۱۳۶۵)
- سرنوشت‌سازان (۱۳۵۷)

### بازیگر در تلویزیون
- ۱۳۷۸ - تلفن مشترک (نوروز ۱۳۷۹ خسرو ملکان) شبکه ۱

## طراح چهره‌پردازی

### تلویزیونی
- دبیرستان خضراء (۱۳۷۵–۱۳۷۴)
- قاب‌های خالی (۱۳۸۵–۱۳۸۶)
- خانه‌ای در تاریکی (۱۳۸۲)
- تله فیلم ماهرخ (۱۳۸۹)

### سینمایی
- خودزنی (۱۳۹۰)
- مامان بهروز منو زد (۱۳۹۰)
- دلقک‌ها (۱۳۸۸)
- ورود زنده‌ها ممنوع (۱۳۸۸)
- چار چنگولی (۱۳۸۷)
- طاووس‌های بی پر (۱۳۸۷)
- نفوذی (۱۳۸۷) نامزد بیست و هشتمین دوره جشنواره فیلم فجر
- استشهادی برای خدا (۱۳۸۶)
- حقیقت گمشده (۱۳۸۶)
- سرگیجه (۱۳۸۵)
- پروین (فیلم) (۱۳۸۴ در عنوان بندی نیامده)
- باغ‌های کندلوس (۱۳۸۳) نامزد بیست و سومین دوره جشنواره فیلم فجر
- پشت پرده مه (۱۳۸۳)
- رازها (۱۳۸۳)
- غوغا (۱۳۸۱)
- قلب‌های ناآرام (۱۳۸۱)
- مشت بر پوست (موشو) (۱۳۸۱)
- سفر مردان خاکستری (۱۳۸۰)
- مربای شیرین (۱۳۸۰)
- همکلاس (۱۳۸۰)
- از صمیم قلب (۱۳۷۹)
- ازدواج غیابی (۱۳۷۹)
- انتظار (۱۳۷۹)
- آسمان پرستاره (۱۳۷۸)
- آشوبگران (۱۳۷۷)
- سیب سرخ حوا (۱۳۷۷)
- شور زندگی (فیلم ۱۳۷۷) (۱۳۷۷)
- پری (۱۳۷۳) - نامزد سیزدهمین دوره جشنواره فیلم فجر